# Kasseler Straße 26 (Warburg)

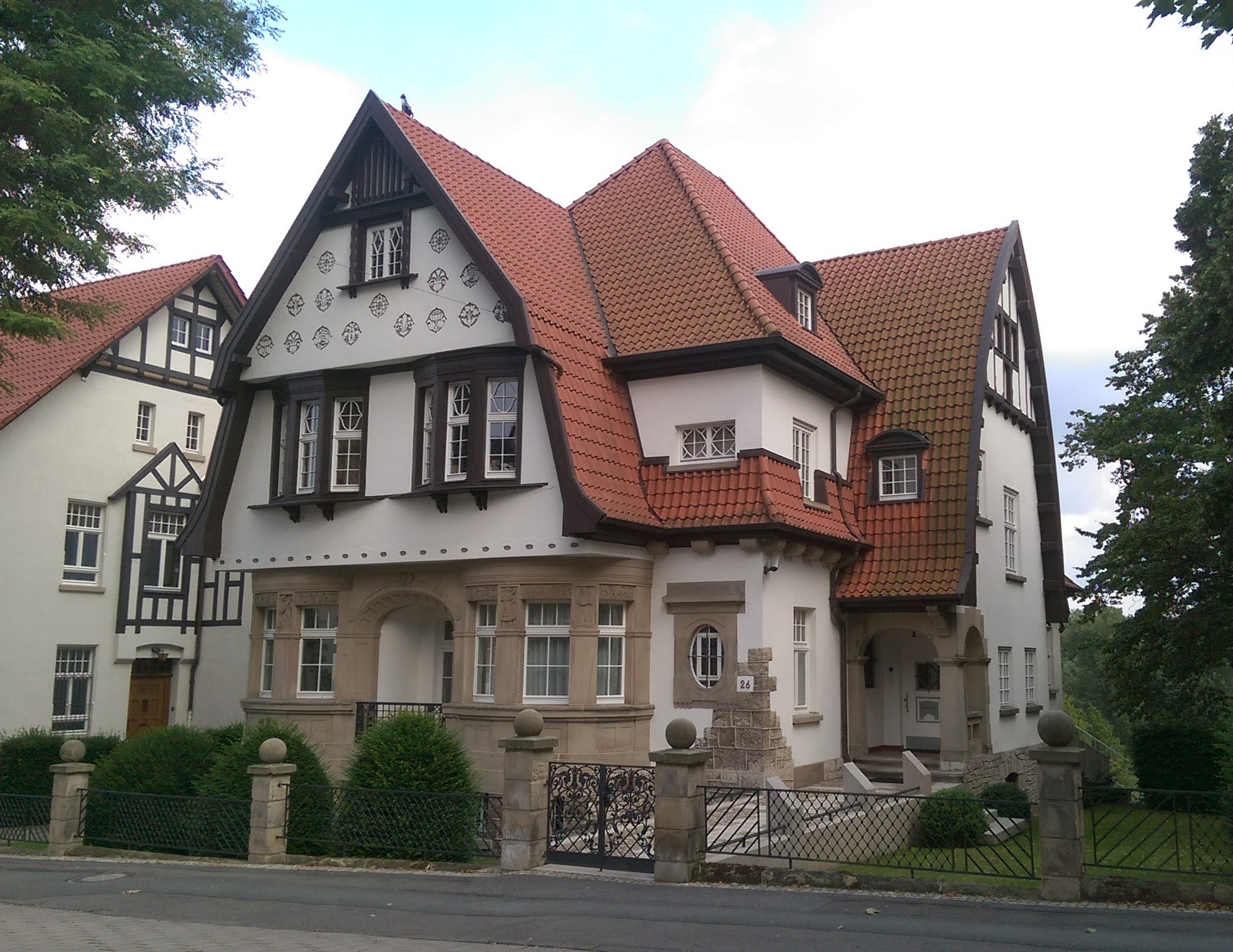
Ansicht von Nordwesten

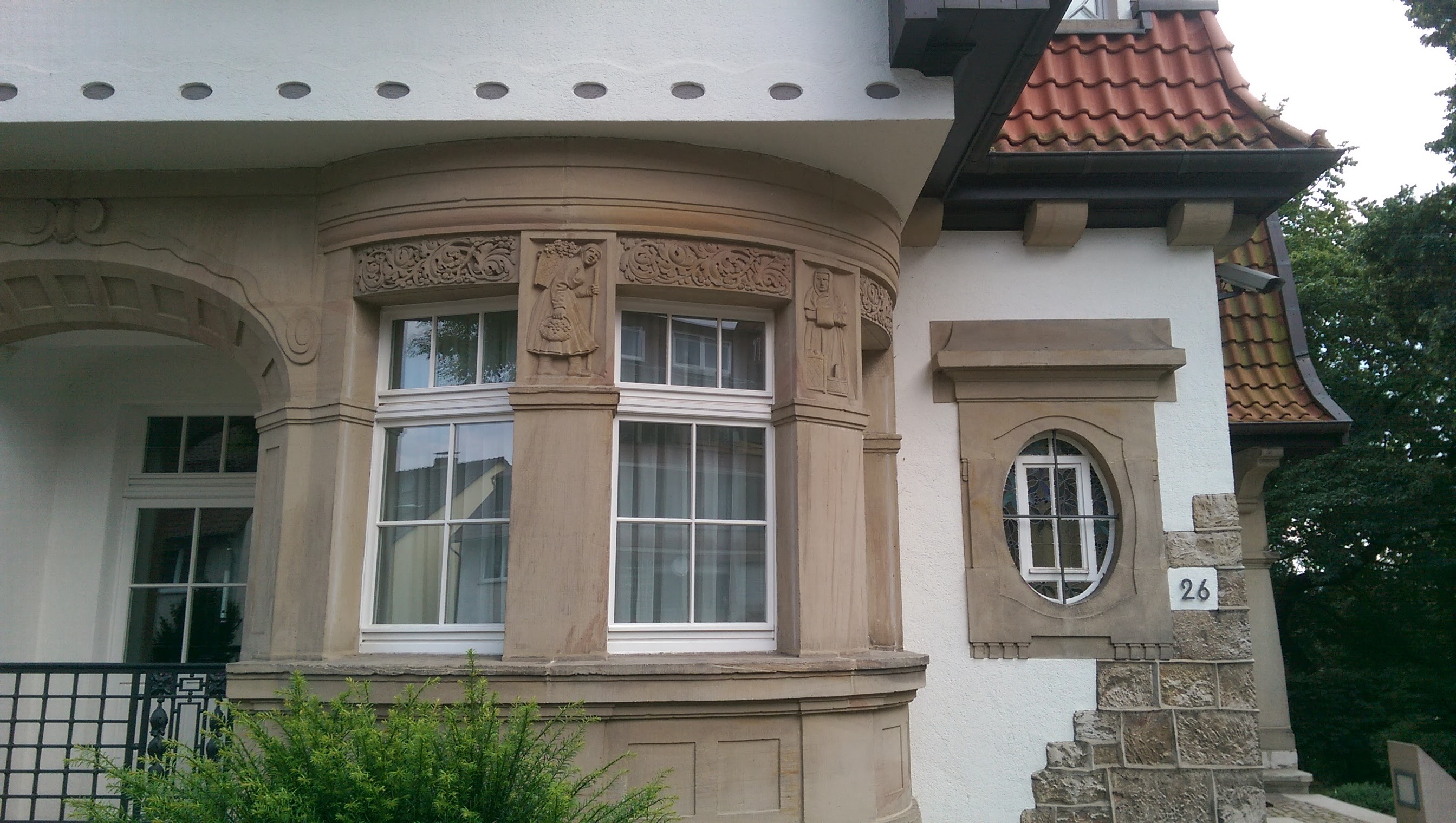
Fensterdetails

Die Kasseler Straße 26 ist eine um 1910 erbaute großbürgerliche Villa in Warburg, Nordrhein-Westfalen. Sie ist in der Liste der Baudenkmäler in Warburg eingetragen.

## Architektur
Die in den Formen des späten Jugendstils und unter Einfluss englischer Landhaus-Architektur erbaute Villa besteht aus einem zweigeschossigen Hauptbaukörper mit Anbauten und einem hohen Walmdach. Zur Straße ist ihm ein nur eingeschossiger Flügel mit weit heruntergezogenem Mansarddach vorgelagert. Dieser Flügel hat im Erdgeschoss zwei in Werkstein gearbeitete, halbelliptische Fenstererker (Bay Windows), zwischen denen sich eine kleine Balkonnische befindet. Der darüberliegende verputzte Giebel kragt zweimal vor und hat ebenfalls Fenstererker, die hier jedoch etwas kleiner und in Holz gearbeitet sind. An der Westseite befindet sich ein zweiter Giebelanbau mit Eingangsloggia und Treppenhaus. Sein Dach ist geschwungen und noch tiefer als am Straßengiebel heruntergezogen. Die Giebelspitze trägt hier ein leicht vorkragendes Sichtfachwerk.
Durch seine vielfältigen Details wie den Bruchsteinsockel mit spitzgratigen Ausfugungen, unterschiedliche Einfassungen der Fenster in Werkstein, Holz und Putz, den mit Symbolen versehenen, kreisförmigen Zierputzelementen im Straßengiebel und den differenziert gestalteten Holzsprossenfenstern mit zum Teil farbigen Bleiverglasungen zeigt das Haus eine vielfältige, aber dennoch geschlossene Gestaltung. Hervorzuheben sind die qualitätvollen Verzierungen der straßenseitigen Erdgeschossfenster mit figürlichen Darstellungen der vier Jahreszeiten durch arbeitende Personen und geometrische Reliefs in den Stürzen.
Der hohe gestalterische Aufwand setzt sich im Inneren fort, unter anderem in Form von Wandvertäfelungen in Vestibül und Treppenhaus, Stuckverzierungen an den Decken im Salon und Wohnraum und noch original erhaltene Waschbecken im Ankleideraum im Obergeschoss.

## Geschichte
Bauherren und erste Bewohner des Hauses waren Hugo Berg (1879–1943) und seine Frau Mary Berg geb. May (1883–1944). Beide kamen aus vermögenden, assimilierten jüdischen Kaufmannsfamilien.

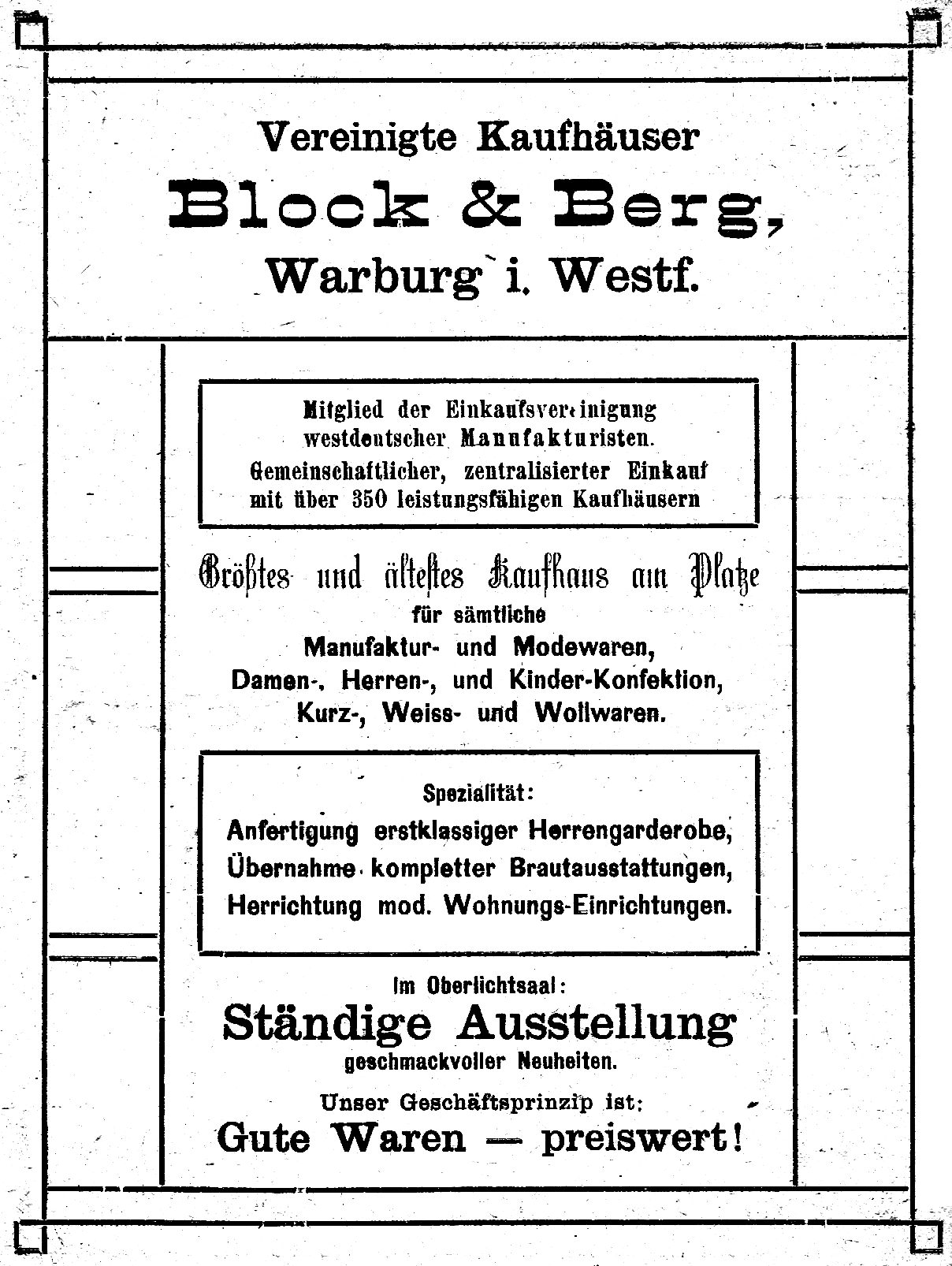
Anzeige Block & Berg, Warburger Kreiskalender 1921

Hugos Vater Max Berg (1851–1919) stammte aus einer seit spätestens 1722 in Warburg lebenden Familie. Ihr Stammhaus war das Goldschmidt-Haus in der Warburger Altstadt, Joseph-Kohlschein-Straße 28. Er hatte Fanny Block, eine Schwester des Kaufmanns Siegmund Block (1860–1939) geheiratet, wohnte mit seiner Familie im Haus Kasseler Straße 4 und war Mitinhaber des in Warburg führenden Textilkaufhauses Block & Berg in der Hauptstraße 20–22. Hugos 1873 nach Brüssel ausgewanderter Onkel Sally Berg (1857–1924) gehörte um 1900 zu den führenden Modeschöpfern der Zeit und war an mehreren Textilkaufhäusern und Unternehmen in Brüssel, Amsterdam, Wien und Paris u. a. beteiligt. Unter dem Einfluss der Familie wurde auch Hugo Textilkaufmann und 1919 Teilhaber von Block & Berg. Mary May war eine Tochter des aus Herlinghausen stammenden Kaufmanns Israel May (1840–1920), der auf dem Grundstück Kasseler Straße 13 die bereits 1820 gegründete Getreidegroßhandlung S. May betrieb.

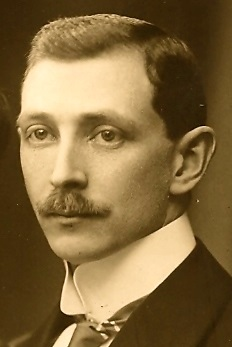
Hugo Berg
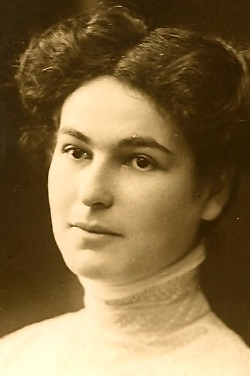
Mary Berg
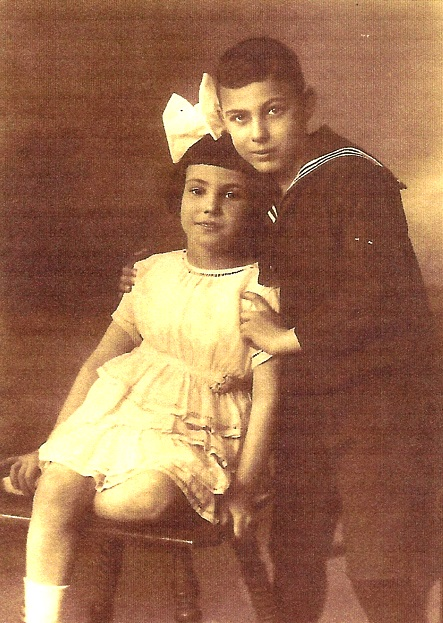
Werner und Lilly Berg

Beim Bau der Villa, deren Grundstück in der Nähe beider Elternhäuser lag, waren Hugo Berg 31 und seine Frau 27 Jahre alt. Sie heirateten am 28. Januar 1910 und bekamen zwei Kinder: Richard Werner (1911–1942) und Berta Lilly (1914–1943), die in dem Hause mit seinem großen, bis an den Warburger Mühlengraben reichenden Hang-Garten aufwuchsen.
Im Ersten Weltkrieg wurde Hugo Berg zur Kavallerie eingezogen. Nach Ende der kriegsverursachten Inflation konnte die Getreidehandlung S. May sich wirtschaftlich nicht erholen und ging 1925 in Konkurs.
Ab 1933 kam durch den von den Nationalsozialisten organisierten Judenboykott auch Block & Berg in Schwierigkeiten. 1934 verkaufte Hugo Berg seine Villa für 17.500 RM an den „arischen“ Arzt Walter Czerwionka. Block & Berg wurde 1936 an die Gebrüder F. und A. Schnorbus, Hallenberg, verkauft. Hugos Mitgeschäftsführer Karl Block (* 1896) wanderte am 15. April 1937 zunächst nach Mailand und später nach Lima in Peru aus, wo er wieder ein Kaufhaus gründen konnte. Am 29. März 1939 emigrierte auch die Familie Hugo Berg und zog zunächst zur Verwandtschaft nach Amsterdam, wo sie in der Ruysdaelstraat 124 wohnte, und die Eltern im dortigen von Sally Berg gegründeten Modehaus Hirsch und im ebenfalls verwandtschaftlich verbundenen Maison de Bonneterie Arbeit fanden.
Ab dem 10. Mai 1940 erfolgte der Überfall auf die Niederlande, Belgien und Luxemburg. Am 2. Juli 1941 heiratete Berta Lilly einen anderen deutschen Flüchtling, Alfred Davids aus Darfeld. Durch die 11. Verordnung vom 25. November 1941 wurden die Familienmitglieder als „vreemdelinge zonder nationaliteit“ (Staatenlose) weitgehend rechtlos. Richard Werner wurde nach Auschwitz deportiert und verstarb dort am 30. September 1942. Am 14. Oktober 1942 bekamen Berta Lilly und Alfred Davids einen Sohn, dem sie den englischen Namen Harry gaben, weil sie mit ihm zu Verwandten nach Südafrika auswandern wollten. Hierzu kam es jedoch nicht, sondern das Paar wurde in das Vernichtungslager Sobibor deportiert und starb dort am 2. April 1943. Kurz zuvor war es ihnen gelungen, ihr Kind in Widerstandkreisen zu verstecken. Hugo Berg starb am 24. August 1943 im Durchgangslager Westerbork. Mary Berg wurde am 29. April 1944 in das KZ Auschwitz gebracht und starb dort am 14. Oktober 1944.
Nur Harry Davids überlebte. Er wurde in Schleppkähnen nach Friesland gebracht, dort von der Familie Berend und Jeltje Bakker in Engwierum aufgenommen und als deren fünftes Kind ausgegeben. 1947 wurde Harry von Überlebenden seiner väterlichen Familie gefunden und schließlich von seinem nach Südafrika emigrierten Onkel Paul Davids adoptiert. Er zog später in die USA, wo er unter anderem in San Diego als Buchhalter arbeitete. Heute lebt er in Los Angeles, Kalifornien, und arbeitet ehrenamtlich für das Los Angeles Museum of the Holocaust.
Die Villa in Warburg hat seit 1934 mehrfach den Eigentümer gewechselt. Sie wurde ab den 1980er Jahren schrittweise stilgerecht saniert.